# برنامه غرب

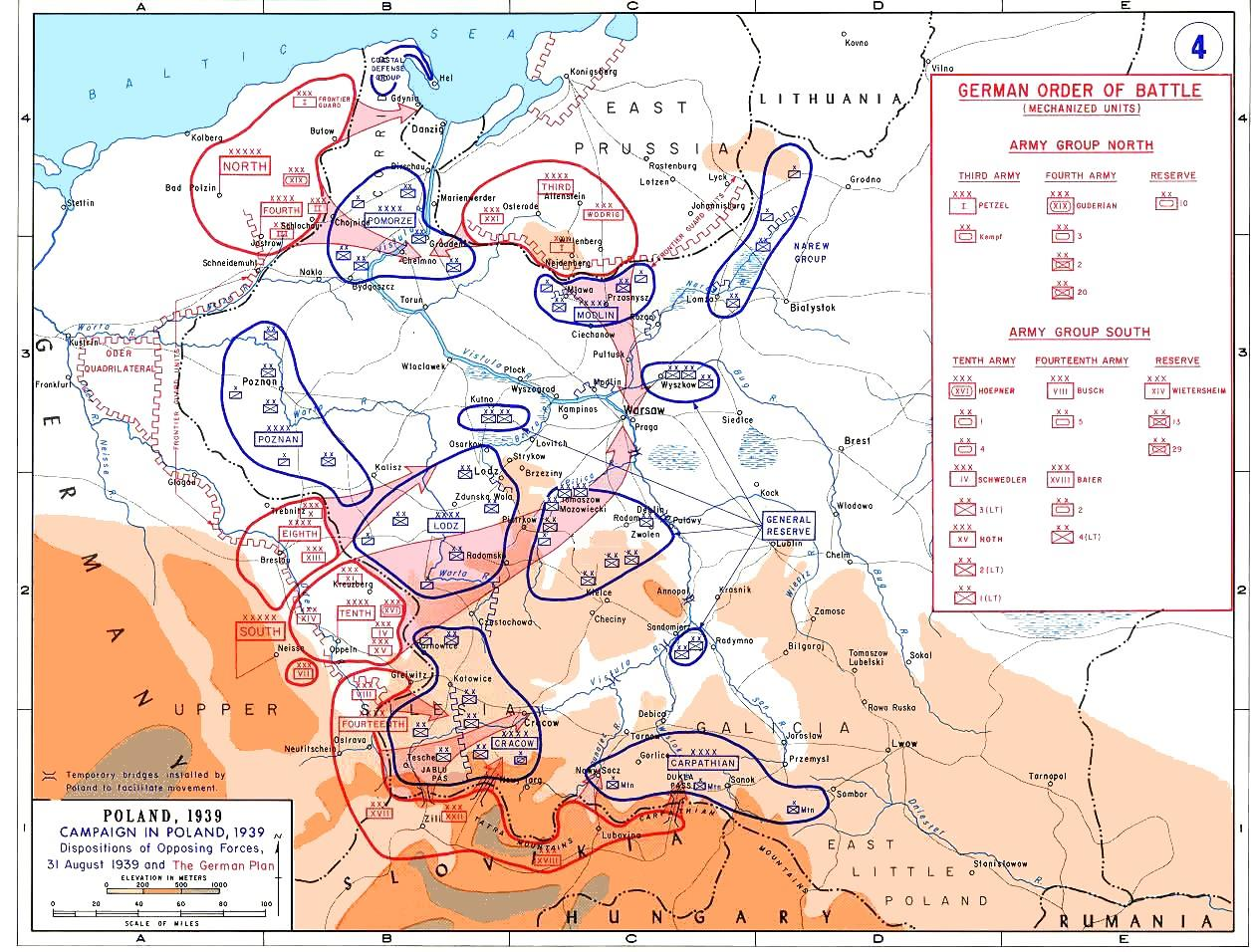
نقشه محل قرارگیری نیروهای لهستان (آبی) و آلمان نازی (قرمز) در روز اول نبرد و مسیرهای تهاجم ارتش آلمان

برنامه غرب (به لهستانی: Plan Zachód) طرح دفاعی ارتش لهستان در زمان جمهوری دوم لهستان جهت دفاع در برابر تهاجم آلمان نازی بود که در انتهای دهه ۱۹۳۰ طراحی شد.

## پیش زمینه
در زمان حکومت ژنرال یوزف پیلسودسکی عمده طرح‌های دفاعی لهستان برای دفاع در برابر تهاجم احتمالی ارتش سرخ شوروی از سمت شرق متمرکز شده بود و پس از مرگ او در سال ۱۹۳۵ بود که برنامه‌های دفاعی لهستان دوباره بررسی گشتند و مشخص شد برنامه پیشین برای جنگ احتمالی میان آلمان و لهستان که در دهه ۱۹۲۰ طراحی شده و به Plan S معروف بود نیاز به طرح‌ریزی دوباره دارد. با این وجود همچنان تا سال ۱۹۳۸ میلادی برنامه اصلی دفاعی لهستان در سمت مرزهای شرقی قرار داشت و عمده نیروها و استحکامات لهستانی در مرز با شوروی متمرکز شده بودند.

## برنامه
در برنامه اولیه لهستانی‌ها احتمال می‌دادند تهاجم اصلی نیروهای آلمانی از سمت پومرانی به سوی ورشو همراه با حمایت نیروهایشان در سیلزی و پروس خاوری خواهد بود که هدف آن اشغال کریدور لهستان و برقراری ارتباط میان پروس خاوری و پومرانی است. پس از اشغال چکسلواکی و الحاق این کشور به خاک آلمان لهستانی‌ها در طرح دفاعی خود تجدید نظر کردند. آن‌ها عمده مسیرهای تهاجم نیروهای آلمانی را به درستی پیشبینی کرده بودند اما به تهاجم از سمت اسلواکی و پروس خاوری به سمت شرق جهت دور زدن نیروهای لهستانی اهمیت کمی می‌دادند در حالی که این مسیرهای حمله در تهاجم آلمانی‌ها بیشترین اهمیت را داشتند.
مناقشات اصلی در مورد این طرح بر سر آن بود که آیا با توجه به مرز طولانی با آلمان باید در نواحی طولانی مرزی دفاع صورت بگیرد یا آنکه با عقب‌نشینی به سمت نواحی داخل کشور و استقرار در نواحی قابل اتکا مانند پشت رودها نیروهای لهستانی خطوط دفاعی خود را ایجاد کنند. نظامیان بیشتر طرفدار صورت دوم این مناقشه بودند اما دولت‌مردان لهستانی هراس داشتند با عقب‌نشینی و تسلیم بدون درگیری این مناطق که مورد مناقشه با آلمان بود، آلمانی‌ها راضی شده و تقاضای صلح کنند. از سوی دیگر این نواحی مراکز جمعیتی و صنعتی لهستان بودند که جهت هرگونه بسیج نیرو و تولید ملزومات جنگی در هنگام درگیری باید به این مراکز اتکا می‌شد و عقب‌نشینی از آن‌ها ارتش لهستان را از نیروی مهمی محروم می‌کرد.
با وجود اینکه در نهایت تصمیم بر این گرفته شد که از همان نواحی مرزی دفاع آغاز شود اما لهستان که از سه جهت خود را در محاصره کشور آلمان می‌دید قصد داشت قسمتی از نواحی غیرقابل دفاع را در همان ابتدا تهاجم تخلیه کند. قرار بود نواحی پومرانی و پوزنان از سوی ارتش تخلیه شوند و تنها نیروهایی جهت دفاع از استحکامات ساحلی تا سرحد ممکن باقی بمانند و عمده توان ناوگان سطحی لهستان تحت برنامه پکن به بریتانیا تخلیه شود.
لهستانی‌ها سه خط دفاعی را طراحی کرده بودند تا در آن‌ها به دفاع بپردازند که اولین خط از پشت رود ویستولا شروع می‌شد و آخرین خط دفاعی که قرار بود دفاع نهایی در آن صورت بگیرد در جنوب شرق کشور تحت عنوان سرپل رومانی قرار داشت. آن‌ها دخالت شوروی در صورت تهاجم آلمان را بعید می‌دانستند و به هیچ وجه احتمال اتحاد آلمان و شوروی را نمی‌دادند. لهستانی‌ها قصد داشتند در برابر نیرویی که دو تا سه برابر از آن‌ها قدرتمندتر و از توان فنی بالایی هم برخوردار بود چندین ماه دفاع کنند تا در نهایت تهاجم متحدین آن‌ها (فرانسه و بریتانیا) از سمت غرب بتواند نیروهای آلمانی را از مرزهای لهستان به سمت غرب منحرف کند تا لهستانی‌ها دست به ضد حمله بزنند.

## نتایج برنامه
با وجود آنکه تخمین لهستانی‌ها از نواحی و میزان قوای مهاجم اکثراً درست بود اما در هنگام آغاز جنگ هنوز خطوط دفاعی به درستی شکل نگرفته و ارتباط بین نیروهای لهستانی برقرار نشده بود. در ۱ سپتامبر سال ۱۹۳۹ میلادی که تهاجم به لهستان آغاز گشت ارتش لهستان همان‌طور که منتقدان طرح انتظار داشتند شکست‌های بسیاری را در نبرد مرزی متحمل گشت. علاوه بر این عدم درک درست ارتش لهستان از استراتژی تهاجمی متکی بر تحرک بالا ارتش آلمان نازی که به بلیتسکریگ معروف بود، همراه با تهاجم شوروی از شرق و انفعال متحدین لهستان در کمک به این کشور ۶ اکتبر ۱۹۳۹ میلادی تسلیم آلمان و شوروی شود.